# Hirano Kuniomi

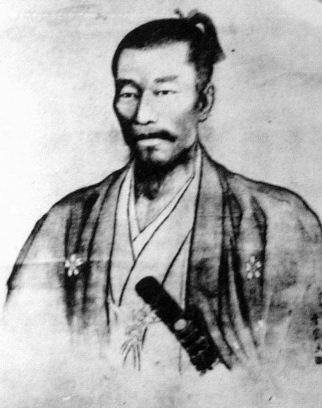
Hirano Kuniomi

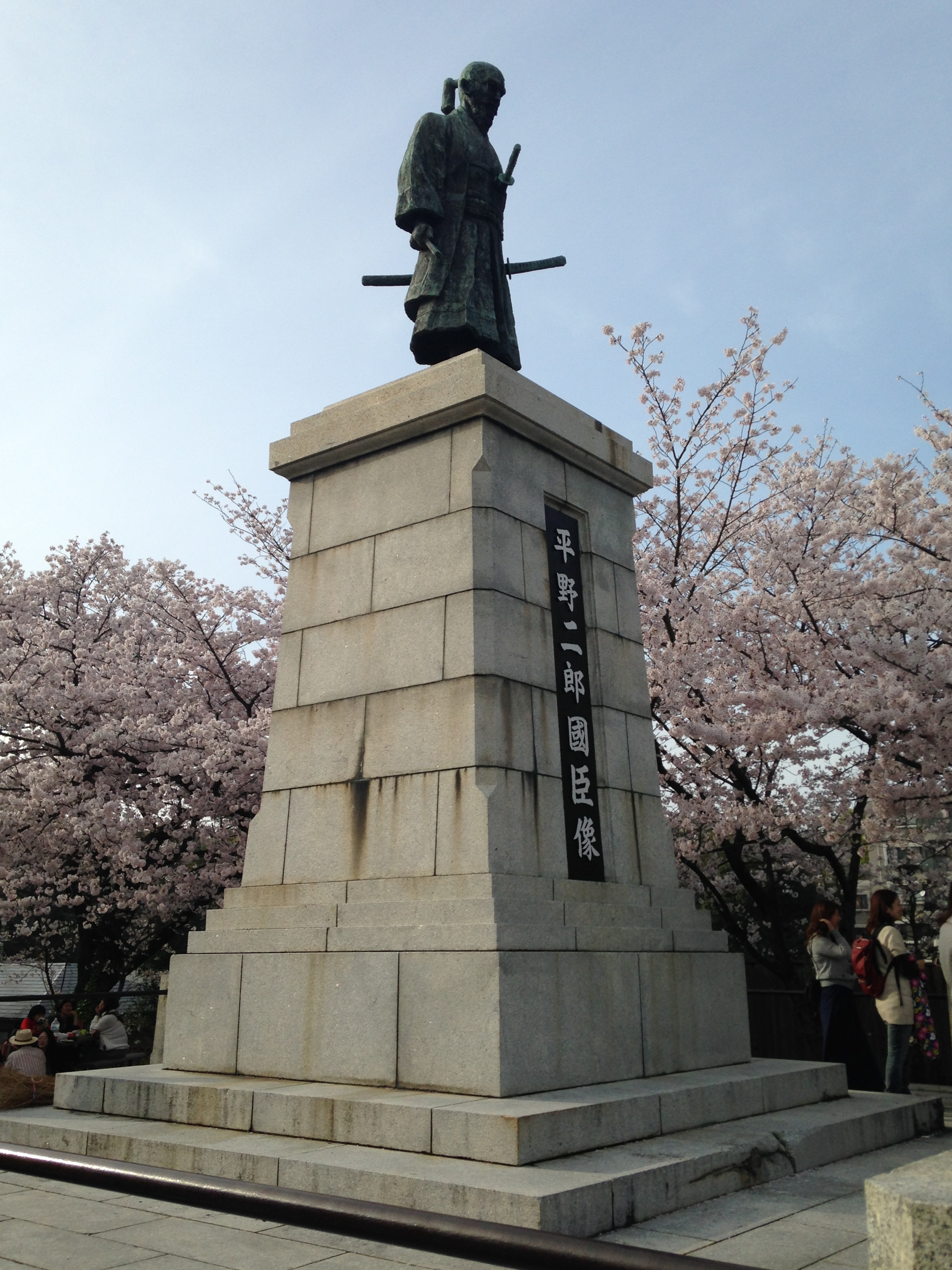
Hirano-Denkmal

Hirano Kuniomi (japanisch 平野 國臣; geboren 12. Mai 1828 in der Provinz Chikuzen; gestorben 21. August 1864 in Kyōto) war ein japanischer prokaiserlicher Aktivist in der späten Edo-Zeit.

## Leben und Wirken
Hirano Kuniomi wurde als Samurai der unteren Klasse der Fukuoka-Domäne geboren, allgemein bekannt als Jirō (次郎). Im Jahr 1858 verließ er die feudale Domäne und zog nach Tokio, um dem Mönch Gesshō (1813–1858), der im Rahmen der Ansei-Säuberung (1858/1859) verfolgt wurde, die Flucht nach Kagoshima zu ermöglichen.
Im Jahr 1862 stellte Hirano eine Armee mit den prokaiserlichen Sonnō-jōi-Anhängern der Satsuma-Domäne und den Rōnin-Samurai auf und versuchte, die Kaisergegner zu vertreiben. Er scheiterte jedoch und wurde in der Fukuoka-Domäne eingesperrt. Im folgenden Jahr durfte er nach Tokio gehen, wurde gleich wieder aktiv und beteiligte sich an dem Plan von Yamato Gyōkō (大和 行幸), das Shogunat zu beseitigen. Außerdem versuchte er, die Gruppe Tenchū-gumi (天誅組) unter der Führung von Nakayama Tadamitsu (1845–1864) und anderen davon zu überzeugen, eine Armee aufzustellen, allerdings ohne Erfolg.
Nach dem „Zwischenfalls vom 18. 8.“ verehrte Hirano besonders einen der „Sieben Hofadeligen“ (七卿落, Shichikyō ochi), nämlich Sawa Nobuyoshi (1836–1873) und stellte im Oktober eine Armee auf, um das Shogunat in Ikuno (生野) in der Provinz Tajima, wo sich ein großes Silberbergwerk befand, anzugreifen. Er wurde jedoch von Soldaten des Toyooka-Clans (豊岡藩) gefangen genommen, was als „Ikuno-Vorfall“ (生野の変, Ikuno no hen) in die Geschichte eingegangen ist. Er wurde eine Zeitlang in das berüchtigte Rokkaku-Gefängnis (六角の獄, Rokkaku no goku) in Kyōto eingesperrt. Im Jahr 1864  wurde er wegen seiner Beteiligung am Aufstand am Hamaguri-Tor festgenommen und auf Weisung der Oberaufseher des Shogunats (大目付, Ōmetsuke) und anderer Bevollmächtigter hingerichtet.
Hirano studierte japanische Geschichte, Poesie und Hofetikette, er bewunderte den kaiserlichen Stil, trug glattes Haar und ein langes Schwert.